# Fokker G.I Jachtkruiser
Le Fokker G.I Jachtkruiser est un chasseur lourd bimoteur hollandais, comparable en taille et en fonction au Messerschmitt Bf 110 allemand et au De Havilland DH.98 Mosquito britannique.

## Développement
Le G.I a été conçu en 1936 par les ingénieurs en chef de Fokker, Marius Beeling et Erich Schatzki, en un temps record : de la planche à dessin au premier prototype, le projet n'a duré que 7 mois. Sa présentation au public fit sensation, lors de la fête aérienne de Paris, où avec ses huit mitrailleuses frontales plus celle de tourelle, il fut surnommé le « Faucheur ». Sa conception bipoutre et bimoteur fut reprise plus tard pour le concept du Lockheed P-38 Lightning en 1939.
Le G.I fut conçu en tant que chasseur lourd, c'est-à-dire de surveillance et défense de l'espace aérien, notamment contre les bombardiers. Un rôle particulièrement important selon Giulio Douhet. Le Fokker G.I pouvait également être utilisé pour des missions d'attaque au sol ou de bombardement léger, grâce à sa capacité d'emport de 400 kg de bombes. Conçus initialement pour un équipage de 3 membres (pilote, bombardier, mitrailleur), tous les G.I hollandais eurent le siège du bombardier retiré, car ils ne seront utilisés que pour l'attaque au sol.
Comme tous les appareils Fokker de cette période (et d'autres constructeurs par ailleurs...), le G.I est un assemblage composite. Le devant de la nacelle centrale et les poutrelles de queue sont en armature soudée recouverte d'aluminium, l'arrière de la nacelle centrale et les ailes sont en bois recouvert de Triplex (Technique développée avec succès par Fokker pour ses avions de transport de passagers).
Son vol inaugural eut lieu le 16 mars 1937 à Welschap près de Eindhoven. Les vols suivant révélèrent quelques problèmes de conception. Les moteurs d'origine Hispano-Suiza consommaient trop d'huile, les concepteurs voulurent les remplacer par des Rolls-Royce Merlin mais ils étaient indisponibles à cette date (ce qui en aurait probablement fait le chasseur le plus rapide de cette période). À la fin, deux variantes furent établies : une version biplace motorisée avec des Bristol Mercury VII, et une version monoplace utilisant des Pratt & Whitney R-1535, moins puissants mais plus fiables. En outre, le poids engendré par les huit mitrailleuses dans le nez de l'appareil rendait les conditions de pilotage au décollage et atterrissage difficiles. Ce problème ne fut jamais vraiment résolu.
Outre l'armée hollandaise, plusieurs nations montrèrent de l'intérêt pour le Fokker G.I. Bien que cet appareil fût construit suivant les spécifications de l'armée de l'air française, la France préféra des avions de fabrication nationale, comme le Breguet 691.
L'armée de l'air espagnole en commanda 37. Après la mobilisation de 1939, ces versions monoplaces furent réquisitionnées par l'armée hollandaise. Cependant, les Hollandais eurent des difficultés à les armer, à tel point qu'en 1940 seuls quatre étaient en état de combattre.
L'armée de l'air danoise commande 12 G.I en configuration bombardier en piqué. Ils devaient être construits sous licence, mais la commande ne fut jamais prête du fait de l'invasion des Pays-Bas. Les services de renseignement allemands pensent que certains furent assemblés, rien ne put le prouver.
Les autres pays intéressés furent la Suède (17 unités), la Belgique, la Turquie, la Hongrie et la Suisse, mais du fait de l'invasion, aucun appareil ne fut livré.

## Service

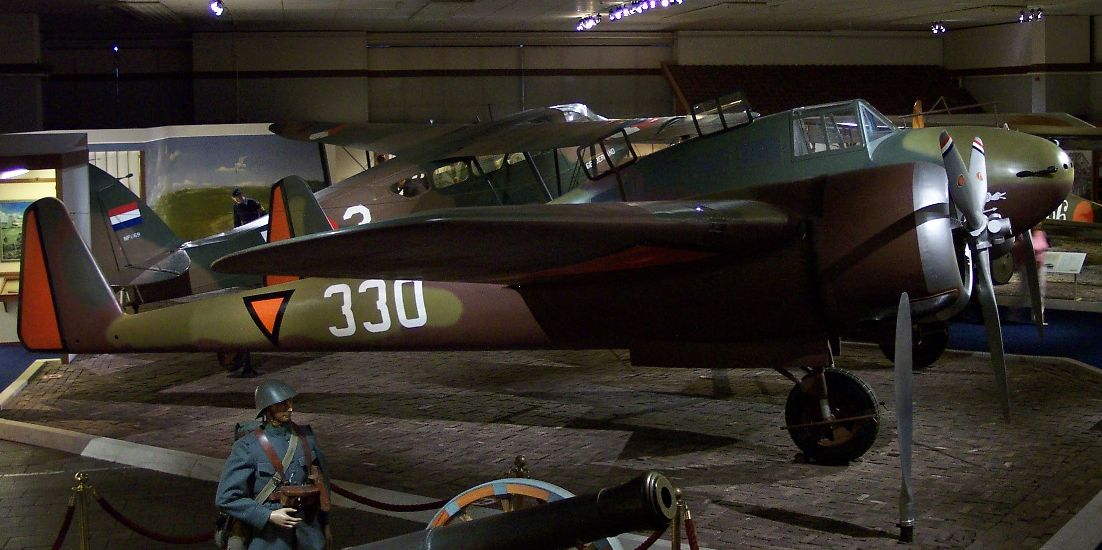
Réplique du Fokker G.IA no 330 à Soesterberg

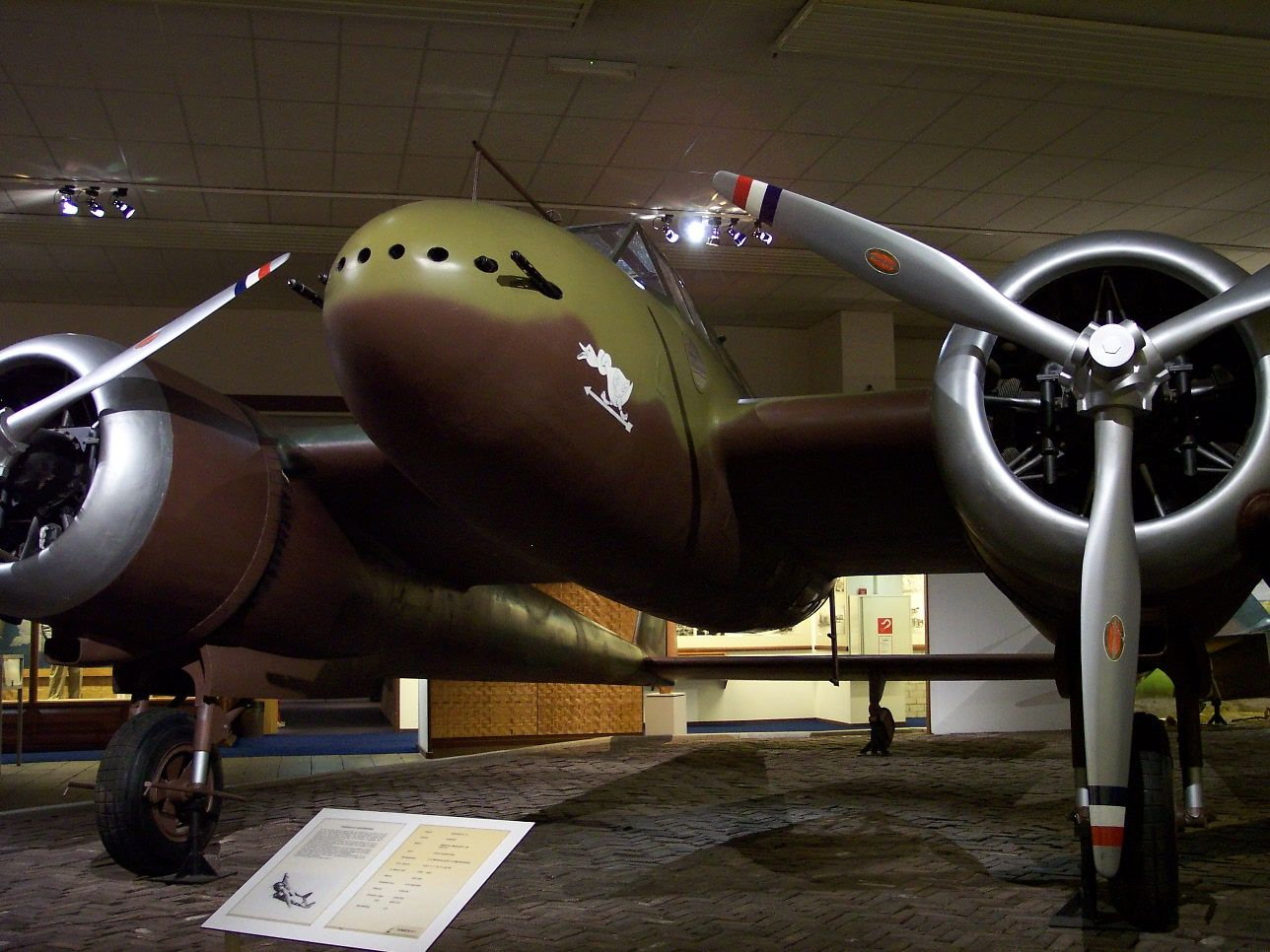
Réplique d'un G.I au Dutch Air Force Museum de Soesterberg, Pays-Bas.

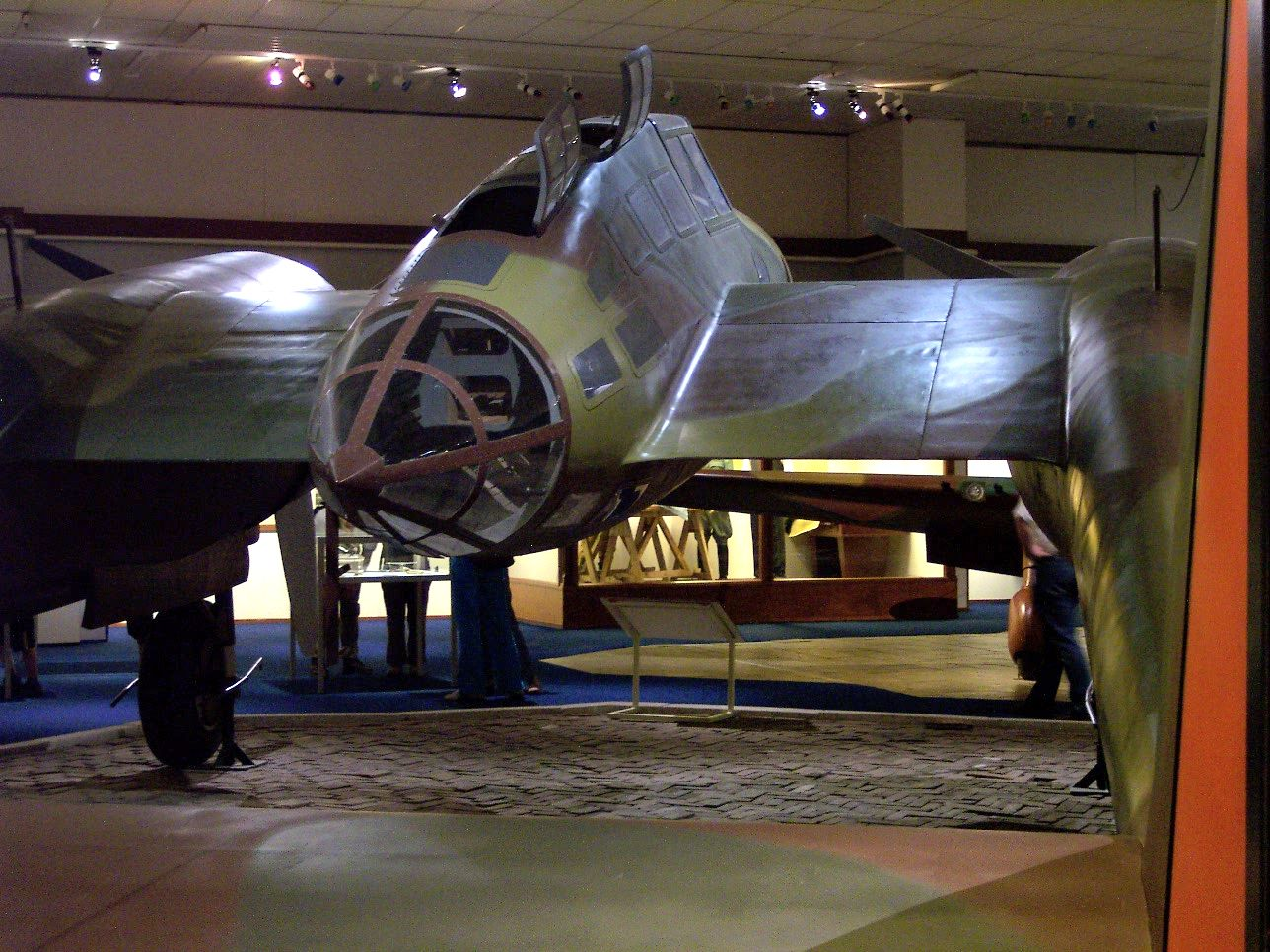
Tourelle de queue de la réplique d'un G.I au Dutch Air Force Museum de Soesterberg, Pays-Bas.

La Luchtvaartafdeeling (Armée de l'air hollandaise) commanda 36 appareils équipés de moteurs Bristol Mercury VIII (Moteur standard de l'armée hollandaise) pour constituer deux escadrilles.
Quand les Nazis envahissent la Hollande le 10 mai 1940, 23 de ces appareils, dont 4 équipés de R-1535 à destination de l'Espagne, sont prêts au combat:
- 3e escadrille de chasse basée à Waalhaven : 11 appareils immatriculés 302, 309, 311, 312, 315, 319, 328, 329, 330, 334, 335 (2 appareils 314 et 316 non équipés).
- 4e escadrille de chasse basée à Bergen (Hollande-Septentrionale) : 12 appareils immatriculés 301, 304, 305, 308, 310, 318, 321, 322, 325, 331, 332 et 333 (3 appareils 300, 313 et 317 non équipés)
- École de pilotage de Texel : 1 appareil immatriculé 307.
- En réparation chez Fokker : 303 (prêt), 323 et 327.
- Les appareils 320, 324 et 326 affectation inconnue mais probablement en dépôt.

L'invasion commence par l'attaque systématique des bases aériennes : une escadrille est complètement détruite au sol, tandis que l'autre totalise onze victoires confirmées sur l'ennemi.
Durant ces jours critiques de mai 1940, le G.I s'est illustré dans les actions suivantes :
- 11 mai : Patrouilles de combat des appareils 300, 301, 304, 318 et 332 (quelques Messerschmitt Bf 109 et plusieurs Ju 52 sont abattus).
- 12 mai : Attaque sur les positions allemandes de Grebbelinie (en) par les G.I 302, 322 et 325.
- 13 mai : Les matricules 318 et 321 de Bergen (Hollande-Septentrionale) escortent un groupe de 5 Fokker D.XXI et 4 Fokker C.X lors d'une action contre les positions allemandes de Grebbeberg. Les deux G.I sont tellement endommagés qu'ils ne seront plus utilisables.
- 14 mai : Patrouilles de combat des G.I 308, 322, 342 et 343 avec 5 Fokker D.XXI.

Plusieurs Jachtkruiser furent alors capturés et reconvertis en avion d'entrainement pour les futurs équipages de Messerschmitt Bf 110. Il n'y a aucun cas connu de G.I combattant sous cocarde allemande.
Le lundi 5 mai 1941, le pilote d'essai T.H. Leegstra et l'ingénieur de Fokker Piet Vos, partirent de Schiphol et amenèrent un G.1 no.362 en Angleterre. Plus tard, ce G.1 reçu les peintures de la RAF, mais il ne vola plus jamais. Il fut alors utilisé par la Miles Aircraft Factory (en) pour les tests des avions en structure bois sous le climat anglais. La compagnie l'a laissé se détériorer et a finalement été abandonné. 
Il n'y aucun exemplaires de G.I en état de vol aujourd'hui, à part une réplique visible au Dutch Air Force Museum de Soesterberg.

## Variantes
- G.I : Prototype motorisé avec des Hispano-Suiza 14AB-02/03. Un seul exemplaire construit (N° de série  5419)[1].
- G.Ia : Version bi- et triplace, motorisée avec des Bristol Mercury VIII. 36 exemplaires construits (N° de série 5521 à 5556)[2].
- G.Ib : Version biplace destinée à l'export. (Le G.Ib avait une longueur de fuselage plus petite et une surface ailaire réduite en comparaison du G.Ia. longueur : 10,38 m, Envergure: 16,50 m, Surface ailaire: 35,70 m2), utilisant des moteurs Pratt & Whitney SB4-G Twin Wasp Junior. 25 ou 26 exemplaires construits (N° de série 5557 à 5581)[3].

### Avions comparables
De Havilland DH.98 Mosquito
 Gloster F.9/37
 Messerschmitt Bf 110